# Joan Pons Marquès
Joan Pons Marquès (Sóller, 1894 - Palma, 1971), net de Josep Lluís Pons i Gallarza, llicenciat en filosofia i lletres, historiador, biògraf, crític literari, poeta i arxiver de professió, fou un dels principals intel·lectuals mallorquins del segle xx a les Illes Balears. Com a escriptor formà part de la segona promoció de l'Escola Mallorquina.
Exercí el seu mestratge sobre la dreta catalanista des de la presidència de la Societat Arqueològica Lul·liana (1937-1971), entitat que es pot dir que salvà de la desaparició durant la dictadura franquista; des de l'Associació per la Cultura de Mallorca (1930-1931), sobretot com a articulista i editorialista de la seva revista La Nostra Terra i de la seva publicació anual, que ell mateix dirigí, Almanac de les Lletres; i des de la premsa local (Sóller, Correo de Mallorca), on publicà articles i poemes.
Fou director de l'Arxiu del Regne de Mallorca (1930), treballà a l'Arxiu d'Hisenda de Tarragona (1922-1929) i fundà la Biblioteca de Cultura Artesana de Mallorca, depenent de la Diputació Provincial de les Balears, quan fou nomenat el 1929 arxiver-bibliotecari d'aquesta institució. A Tarragona va transcriure el Cartulari de Poblet. Per la seva erudició i sentit artístic (començà estudis d'arquitectura, que deixà per la seva miopia) fou apoderat a les Balears fins al 1935 del Servei de Defensa del Patrimoni Artístic Nacional i com a tal intervingué en la protecció de la Cartoixa de Valldemossa, de les muralles de Palma, de l'església de Santa Margarida (Palma) i altres.
Participà en els Congressos d'Història de la Corona d'Aragó (sobretot en el de Mallorca, 1955), col·laborà en el Bolletí de la Societat Arqueològica Lul·liana. Publicà poemes a diferents periòdics i revistes, de caràcter elegíac (com els dedicats al seu fill mort als quatre anys: Sonets per a ell), lírics amb trets satírics i irònics; i humorístics, alguns de descriptius d'amics.
Cal destacar els seus articles sobre normativització i normalització lingüística, considerats magistrals, publicats a La Nostra Terra, en polèmica amb els atacs l'ideòleg de l'espanyolisme de l'època a Mallorca Llorenç Villalonga a la normalització lingüística.
D'ideologia liberal de centredreta i federalista, intervingué en l'elaboració de l'Avantprojecte d'Estatut d'Autonomia de les Illes Balears (1931), promoguda per l'Associació per la Cultura de Mallorca.
Entre 1975 i 1977 es publicaren les seves obres completes, a cura de Miquel Batllori i Munné i Joan Baptista Bertran.

## Obra
- Brins a l'oratge. Versos d'abans-d'ahir
- Crítica literària 1
- Crítica literària 2
- Història i política

Poemes
- Paisatges i figures (presentat als Jocs Florals de Barcelona de 1921) (1r accèssit a la Flor Natural)